# 苏州市立医院
苏州市立医院（英語：Suzhou Municipal Hospital）是位于中国江苏省苏州市的公立综合性三级甲等医院，由本部（原苏州市第二人民医院）、北区（原苏州市第三人民医院）、东区（原苏州市第四人民医院）组成。苏州市立医院于2005年1月1日正式成立。现本部位于姑苏区道前街26号。

## 历史

### 苏州市第二人民医院
苏州市第二人民医院前身是1951年筹建的苏州市人民医院，是中華人民共和國成立后苏州市政府创办的第一座公立综合性医院，1952年1月1日正式开业，院址位于姑苏区道前街52号，首任院长谷依群。1954年11月改名为苏州市第二人民医院。1970年曾改名苏州市红旗人民医院，1973年恢复原名。1989年被命名为苏州市第二红十字医院，并与澳大利亚巴拉腊特基地医院结为友好医院。 
1994年医院通过国家级爱婴医院评估。1995年12月通过三级乙等医院评定。2002年，苏州市妇幼保健院、市妇幼保健所、市计划生育指导中心并入，2003年7月，苏州市母子医疗保健中心正式挂牌成立。
1952年成立时，医院仅有病床30张，医务人员85人。至1985年时已有380张床位，职工657人。2005年底时有床位830张，职工1346人，建筑面积4.75万平方米。
该院骨科和麻醉科是苏州市临床医学重点专科。

### 苏州市第三人民医院
苏州市第三人民医院前身是1950年从上海搬至苏州的华东人民革命大学医院，院址位于姑苏区广济路242号，首任院长为革大卫生处副处长黎力兼任。1954年更名苏州市第三人民医院。1992年苏州市肿瘤防治所在院内成立。1993年在阊门内天库前开设分院。1998年苏州市体检中心在院内成立。
1950年成立时仅有病床数张。1985年时医院有病床位370张。2004年底有病床位506张，建筑面积3.4万平方米。
该院是苏州最早建立烧伤专科的医院。消化内科是苏州市临床医学重点专科。

### 苏州市第四人民医院
苏州市第四人民医院前身是1951年成立的苏州市第一工人医院，最初院址位于瑞光塔旁。1954年更名苏州市工人医院。1959年迁至谢衙前并改名为苏州市第四人民医院。同年医院改由苏州专区管辖，又更名为苏州专区人民医院，1969年医院撤销。（同期间苏州市政府另在观前街224号开办苏州市第四人民医院，1969年时并入苏州市中医院。）1975年在白塔西路16号重建苏州地区人民医院，1977年开诊，首任院长肖伯宣。1983年复名苏州市第四人民医院，1984年被命名为苏州市红十字医院。
1988年成为南京医学院教学医院，1989年与澳大利亚普雷斯顿及北科特社区医院、费厄菲尔德医院结成友好医院。1993年成为三级乙等医院。1998年成为南京医科大学附属医院。2004年成为国际救援中心网络医院。
1975年重建时医院有工作人员79人，1985年时医院有病床位425张，职工545人。2005年底有病床位505张，职工867人。
医院超声研究室为江苏省临床重点专科。

## 现状
合并后的苏州市立医院总建筑面积152897平方米，共有病床位1726张，医务人员2330人，2005年门诊量1668651人次。2005年11月成为南京医科大学附属医院。
2014年，苏州市立医院被评为三级甲等医院。截至2017年，共开放病床位3000张，年接诊403万人次。